# Xã Perry, Quận Pike, Illinois
Xã Perry (tiếng Anh: Perry Township) là một xã thuộc quận Pike, tiểu bang Illinois, Hoa Kỳ. Năm 2010, dân số của xã này là 594 người.